# Кто придёт на «Мариине»
Кто придёт на «Мариине» (1967) — роман русского писателя Игоря Бондаренко.

## О романе
В аннотации к первому изданию книги (Ростиздат, 1967 год) написано: «В произведении рассказывается о советском разведчике, действовавшем в Германии в 1944 и 1945 годах. Вторая линия: показ интернационального подполья, той борьбы, которая велась советскими людьми в глубоком вражеском тылу».

### Персонажи романа
- Отто Енихе — подполковник, лётчик-испытатель на авиационном заводе Эрнста Хейнкеля «Мариене» (в романе — «Мариине»). Советский разведчик.
- Криста Росмайер — штурман дальнего плавания, невеста Отто Енихе, связная разведчика.
- Курт Эккерман — авиаконструктор.
- Хуго Видер — лётчик-испытатель.
- Франц Штайнгау — обергруппенфюрер СС, принадлежавший к элите Третьего Рейха.
- Фриче — начальник Службы безопасности округа, штурмбаннфюрер СС.
- Шлихте — комендант концентрационного лагеря, заключенные которого работали на заводе «Мариине», оберштурмфюрер СС.
- Герман Фегелейн — группенфюрер СС, муж сестры Евы Браун Гретль.
- Адольф Гитлер.

### Краткие характеристики основных персонажей и сюжет
Франц Штайнгау — группенфюрер СС, в конце войны — обергруппенфюрер. Образование — философский факультет Лейпцигского университета и факультет германистики Парижского университета «Сорбонна». В 1920 году француженка Жаклин, танцовщица ночного кабаре, родила от Штайнгау сына. В 1923 году они переезжают в Германию, но родители Франца «не принимают» простолюдинку Жаклин. Штайнгау вступает в национал-социалистическую партию Германии и сближается с Гитлером. Отношение с Жаклин ухудшаются. Она забирает сына и возвращается во Францию. Через год Жаклин умирает. Штайнгау забирает сына и передает на воспитание другу студенческих лет — Гюнтеру Енихе. Бездетная чета Енихе воспитывают его как сына и дает свою фамилию.
В начале второй мировой войны взгляды Штайнгау на «устройство Новой Европы» расходятся со взглядами Гитлера. Штайнгау получает пост начальника службы Безопасности одной из германских земель, что, конечно, не соответствует его высокому званию в СС. На головном заводе Хейнкеля «Мариине» ведутся работы над истребителем с реактивным двигателем. Штайнгау понимает, что это машина будет интересовать разведки Великобритании и России («Кто придет на Мариине»).
К концу войны Гитлер, разочаровавшись в старых соратниках, снова приближает к себе Штайнгау. После самоубийства Гитлера Штайнгау тоже кончает с собой, оставив короткое завещание: «Мы пришли не возвеличить Германию, а уничтожить…».
Отто Енихе — обер-лейтенант Люфтваффе. Его истребитель сбивают русские. Он остается жив, но ему пришлось сделать несколько пластических операций — получил сильные ожоги лица. После излечения он становится ведущим летчиком-испытателем реактивного истребителя Хейнкеля. Отто Енихе имел два канала связи. Звонарь главного собора города — его радист. 

Второй канал — его «невеста», советская разведчица Кристина Росмайер, штурман дальнего плавания. Её сухогруз из Швеции доставлял железную руду в Германию. В Швеции с ней на связь выходил резидент советской разведки — второй секретарь советского посольства в Стокгольме. Разведчик-дипломат имел ещё и актерское образование и умело пользовался камуфляжем. На связь выходил то «старик», то «моряк-пьяница», то… Поэтому немецкие агенты в Швеции долгое время не могли установить «кто есть кто».

## Интересные факты
- Автор романа Бондаренко Гарри Михайлович (литературный псевдоним — Игорь Бондаренко) — малолетний узник гитлеровских концлагерей (удостоверение № 71819). Работал на заводе «Мариене» с 1942 по 1945 год в транспортной команде грузчиком. Участник движения французского Сопротивления. В 1945 году бежал, добровольно вступил в Красную Армию. Принимал участие в боях в составе войск Второго Белорусского фронта. В 1945 году, служа в полковой разведке, Бондаренко узнал, что на заводе «Мариене» работал летчиком-испытателем советский разведчик. В 1953 году на 3 курсе Ростовского университета автор закончил роман «Чет или нечет» о борьбе советских людей в гитлеровских лагерях. «Воениздат» отклонил рукопись по надуманным предлогам. На самом деле до публикации рассказа М. Шолохова «Судьба человека» тема «немецких лагерей» была закрыта. Автор переработал роман и основным её героем стал советский разведчик. Но при этом он сохранил по возможности «линию немецких лагерей». Когда позже в Германии печатались произведения Бондаренко, то исследователь Движения Сопротивления, доктор социологии Карл Хайнц Янке, профессор университета в Ростоке, в статье «О Вашей судьбе ещё так мало известно» в газете «Остзее-цайтунг» писал: «Миллионы советских людей были вывезены немцами на принудительные работы в Германии. Многие из них принимали участие в антифашистском Сопротивлении. Об их делах и судьбах мало известно и в Германии и в России. Причины этому отношение сталинского режима к советским военнопленным и угнанным в Германию… Новые возможности расширить эти знания дала встреча с проживающем в Ростове-на-Дону известным русским писателем Игорем Бондаренко. Публикация глав его автобиографического романа вызвала большой интерес общественности»[2].
- Огромный авиационный завод Эрнста Хейнкеля «Мариене» был уничтожен бомбёжками и больше никогда не «поднялся». После войны, все что от него осталось, по соглашениям держав-победителей вывезли в СССР, в том числе и реактивный самолет, над которым работал Хейнкель. В ГДР на месте «Мариене» построили большой рыбный комбинат. После воссоединения двух Германий комбинат оказался не нужным. Его закрыли. Завод «Мариене» существует теперь только в романе «Кто придет на Мариине»[3][4].
- Роман «Кто придёт на Мариине» был включён в список рекомендованной литературы для разведшкол СССР[источник не указан 5063 дня].

## Основные издания романа
1. Кто придет на «Мариине»: Повесть. — Ростов н/Д: Кн. изд-во, 1967. — 238 с.
2. Кто придет на «Мариине». Жёлтый круг: Повести. — Ростов н/Д: Кн. изд-во, 1977. — 255 с.
3. Кто придет на «Мариине»: Повести. — М: Современник, 1984. — 223 с.
4. Astrid. Кто придет на «Мариине»: Повести. — Ростов н/Д: ПИКА, 1989. — ISBN 5-7509-0110-6.
5. Красные пианисты; Кто придет на «Мариине»; Обжалованию не подлежит. — Ростов н/Д: Ред. журн. «Дон», 1991. — 464 с.
6. Астрид. Кто придет на «Мариине». Обжалованию не подлежит. Генерал в отставке: Повести, рассказы. Ростов н/Д: «Мапрекон», 1997. — 416 с. — ISBN 5-8319-0053-3.
7. Кто придет на «Мариине». Астрид / Серия «Особо опасен для рейха». — М.: Вече, 2009. — 408 с. — ISBN 978-5-9533-3560-7.
8. Кто придет на «Мариине» / Серия «Военные приключения». — М.: Вече, 2010. — 406 с. — ISBN 978-5-9533-4516-3.